# Нічний кошмар (картина Фюзелі)
«Нічний кошмар» — серія з чотирьох картин швейцарсько-англійського художника Генрі Фюзелі, які ілюструють готичний напрямок в мистецтві Нового часу.
Через популярність «Нічного кошмару» Фюзелі написав чотири варіанти картини. Один з них зберігається в Музеї Ґете у Франкфурті-на-Майні, другий — в Інституті мистецтв в Детройті. Хоча картини й не написані за мотивами якогось конкретного літературного твору, очевидно, що художник ґрунтувався на історіях про привидів з англійської літератури.
Фігура зображеної на картині жінки, що спить або лежить без свідомості, подовжена і вигнута. Фюзелі навмисно написав її саме так, щоб показати всю тяжкість інкуба, що сидить на її грудях, — втілення кошмарів і несвідомих страхів. У прорізі між шторами видно голову сліпого коня, чий образ в цій картині передбачає демонічний аспект, якого надавали цій тварині в пізньому французькому романтизмі.
Друг Фюзелі, данський художник Ніколай Абільґор, використав сюжет «Нічного кошмару» при написанні своєї однойменної картини. Тільки в Абільґора інкуб сидить на двох жінках — першій і другій дружинах художника.

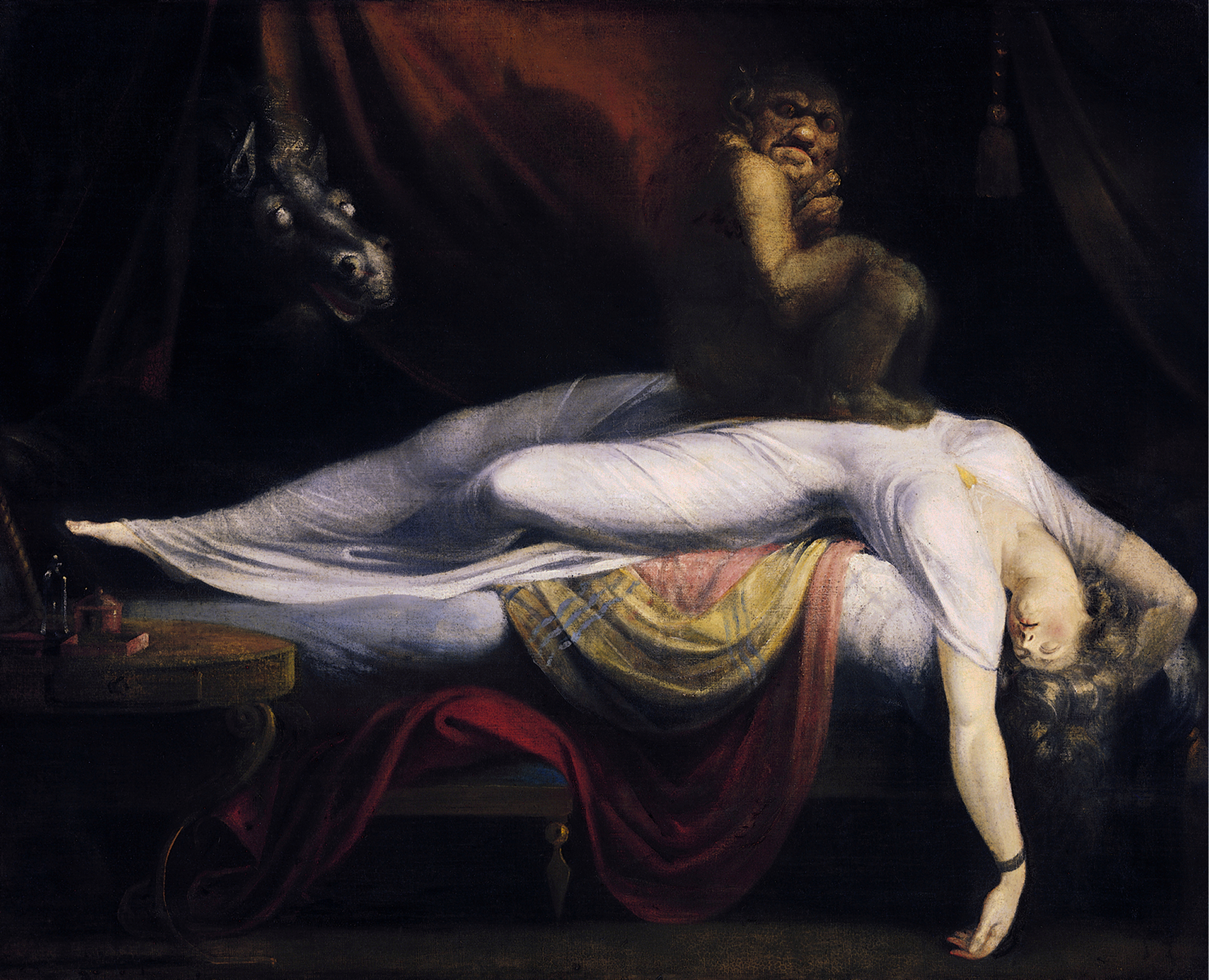
Генрі Фюзелі, «Нічний кошмар» (1781), Інститут мистецтв в Детройті
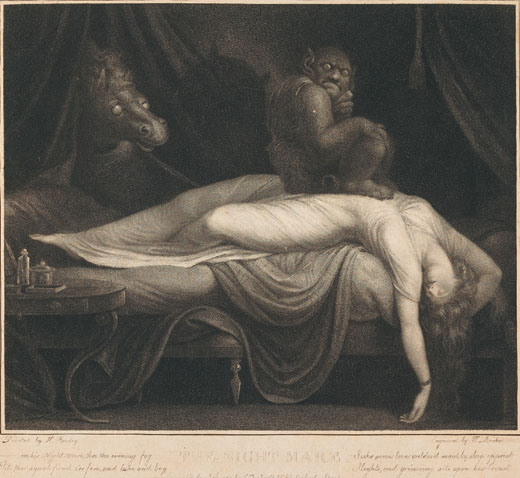
Том Бурке, гравюра «Нічний кошмар» (1783)
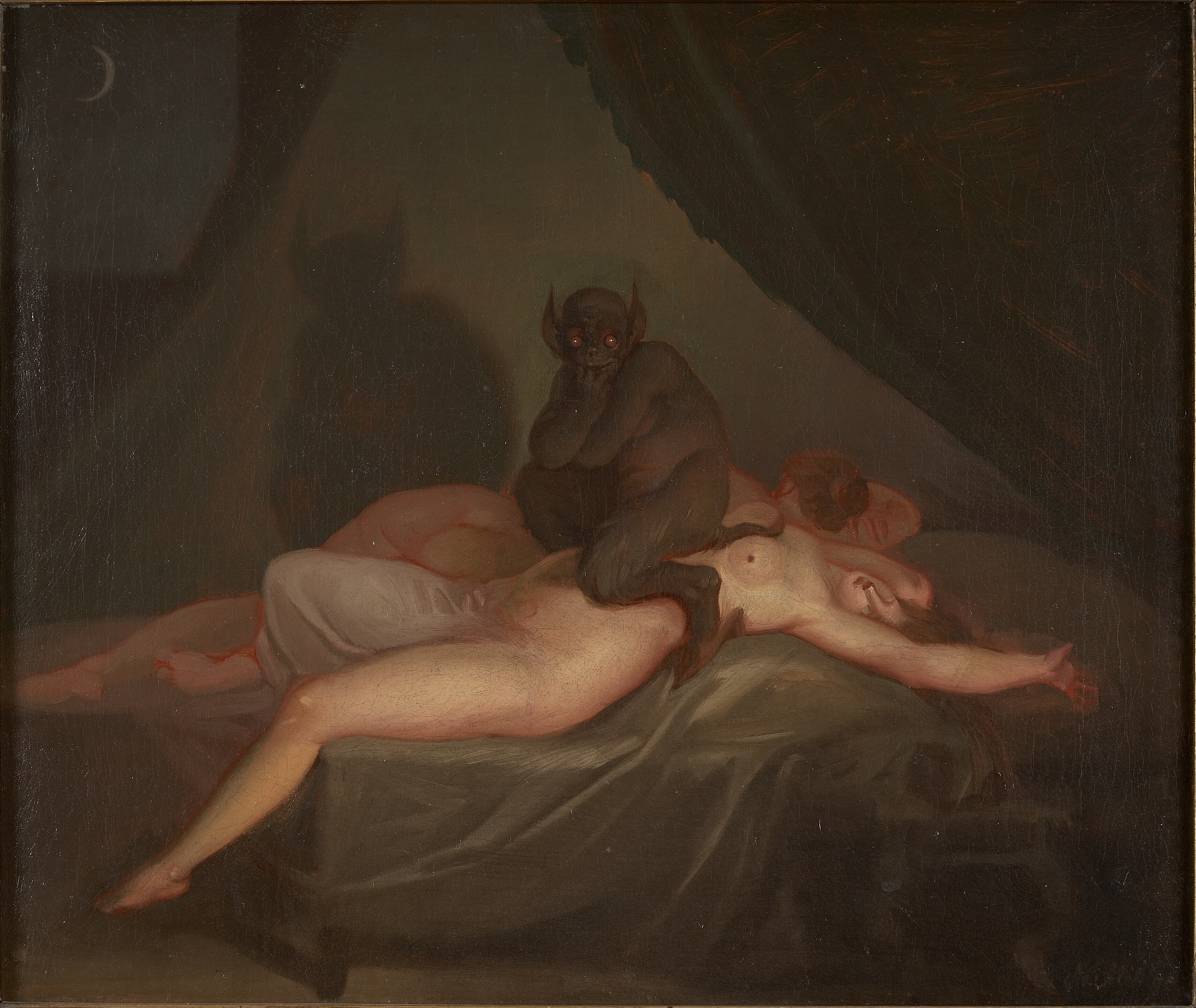
Ніколай Абільґор, «Нічний кошмар» (1800)